# Journée des lettres galiciennes
La Journée des lettres galiciennes (en galicien : Día das Letras Galegas) est une célébration, créée en 1963 en Espagne par la Real Academia Galega (Académie royale galicienne), pour rendre hommage à toutes les personnes se distinguant par leur création littéraire en langue galicienne ou par leur défense de cette langue.
Chaque année, un prix est décerné à une personnalité différente, au moins dix ans après la mort du lauréat. Il est octroyé pour l'année suivante.
La date de cet événement, le 17 mai, est due au fait que le 17 mai 1863 avait été publié à Vigo le premier exemplaire des Cantares galegos de Rosalía de Castro, qui marqua le début du Rexurdimento, à savoir la renaissance culturelle du galicien.
C'est un jour férié dans la Communauté autonome de la Galice (Espagne).

## Lauréats
Ce prix a été décerné depuis sa création en 1963 sans interruption à un écrivain de langue galicienne :
- 1963 : Rosalía de Castro
- 1964 : Alfonso Daniel Rodríguez Castelao
- 1965 : Eduardo Pondal
- 1966 : Francisco Añón (gl)
- 1967 : Manuel Curros Enríquez
- 1968 : Florentino López Cuevillas
- 1969 : Antonio Noriega Varela (gl)
- 1970 : Marcial Valladares (gl)
- 1971 : Gonzalo López Abente (gl)
- 1972 : Valentín Lamas Carvajal (gl)
- 1973 : Manuel Lago González (gl)
- 1974 : Xoán Vicente Viqueira (gl)
- 1975 : Xoán Manuel Pintos (gl)
- 1976 : Ramón Cabanillas (gl)
- 1977 : Antón Villar Ponte
- 1978 : Antonio López Ferreiro (gl)
- 1979 : Manuel Antonio
- 1980 : Alphonse X
- 1981 : Vicente Risco
- 1982 : Luís Amado Carballo (gl)
- 1983 : Manuel Leiras Pulpeiro (gl)
- 1984 : Armando Cotarelo Valledor (gl)
- 1985 : Antón Losada Diéguez (gl)
- 1986 : Aquilino Iglesia Alvariño (gl)
- 1987 : Francisca Herrera Garrido
- 1988 : Ramón Otero Pedrayo
- 1989 : Celso Emilio Ferreiro
- 1990 : Luís Pimentel (gl)
- 1991 : Álvaro Cunqueiro
- 1992 : Fermín Bouza-Brey (gl)
- 1993 : Eduardo Blanco Amor
- 1994 : Luís Seoane (gl)
- 1995 : Rafael Dieste (gl)
- 1996 : Xesús Ferro Couselo (gl)
- 1997 : Ánxel Fole (gl)
- 1998 : Martin Codax, Johan de Cangas (gl) et Mendinho (gl) (auteurs de cantigas médiévaux : le parchemin Vindel (gl))
- 1999 : Roberto Blanco Torres (gl)
- 2000 : Manuel Murguía
- 2001 : Eladio Rodríguez González (gl)
- 2002 : Martín Sarmiento
- 2003 : Antón Avilés de Taramancos (gl)
- 2004 : Xaquín Lorenzo (gl)
- 2005 : Lorenzo Varela (gl)
- 2006 : Manuel Lugrís Freire (gl)
- 2007 : María Mariño
- 2008 : Xosé María Álvarez Blázquez (gl)
- 2009 : Ramón Piñeiro
- 2010 : Uxío Novoneyra
- 2011 : Lois Pereiro
- 2012 : Valentín Paz Andrade
- 2013 : Roberto Vidal Bolaño[1]
- 2014 : Xosé María Díaz Castro[2]
- 2015 : Xosé Filgueira Valverde[3]
- 2016 : Manuel María
- 2017 : Carlos Casares
- 2018 : María Victoria Moreno
- 2019 : Antón Fraguas (gl)
- 2020 : Ricardo Carvalho Calero
- 2021 : Xela Arias
- 2022 : Florencio Delgado (gl)
- 2023 : Francisco Fernández del Riego (gl)
- 2024 : Luísa Villalta (gl)